# Хајландс (Тексас)
Хајландс (енгл. Highlands) насељено је место без административног статуса у америчкој савезној држави Тексас.

## Демографија
По попису из 2010. године број становника је 7.522, што је 433 (6,1%) становника више него 2000. године.
| Група             | 2000.         | 2010.         |
| Белци             | 5.929 (83,6%) | 5.280 (70,2%) |
| Афроамериканци    | 114 (1,6%)    | 236 (3,1%)    |
| Азијати           | 28 (0,4%)     | 27 (0,4%)     |
| Хиспаноамериканци | 922 (13,0%)   | 1.867 (24,8%) |
| Укупно            | 7.089         | 7.522         |